# Sanilhac (Dordogne)
Sanilhac – gmina we Francji, w regionie Nowa Akwitania, w departamencie Dordogne. W 2013 roku liczba ludności wynosiła 4416 mieszkańców. 
Gmina została utworzona 1 stycznia 2017 roku z połączenia trzech ówczesnych gmin: Breuilh, Marsaneix oraz Notre-Dame-de-Sanilhac. Siedzibą gminy została miejscowość Notre-Dame-de-Sanilhac.